# Ulisse Giuseppe Gozzadini
Ulisse Giuseppe Gozzadini (Bolonha, 10 de outubro de 1650 - Imola, 20 de março de 1728) foi um cardeal do século XVIII

## Biografia
Nasceu em Bolonha em 10 de outubro de 1650. De família patrícia e senatorial. Filho do conde palatino Marcantonio Gozzadini e Ginevra Leoni. Ele era conde de Liano. Sobrinho-neto do cardeal Marcantonio Gozzadini (1621). Ele também está listado como Ulysses Josephus Gozzadinus; seu primeiro nome apenas como Ulisse; e seu sobrenome como Gozzadino; e como Gozzadinus.
Estudou na Universidade de Bolonha, onde obteve o doutorado em direito canônico em 1670; e no direito civil em 1674.
Page na corte da Toscana, 1658. Magistrado de degli Anziani , 1673. Cônego teólogo da catedral capitular de Bolonha, 1673-1693. Professor de direito na Universidade de Bolonha, 1674-1694. Foi para Roma em 1693. Cônego do capítulo da basílica patriarcal do Vaticano, 18 de janeiro de 1693. Advogado Consistorial. Secretário de Memórias, 24 de dezembro de 1695. Secretário de Breves dos Príncipes, 3 de agosto de 1697. Cônego beneficiário de San Biagio di Sala e de San Martino di Pedriolo, 1698.
Eleito arcebispo titular de Teodosia em 8 de setembro de 1700. Consagrada em 12 de setembro de 1700 a igreja de S. Ignazio, Roma, pelo cardeal Bandino Panciatici, auxiliado por Prospero Bottini, arcebispo titular de Mira, e por Leonardo Marsili, arcebispo de Siena. Confirmado Secretário de Breves dos Príncipes pelo novo Papa Clemente XI, em 7 de dezembro de 1700. Assistente do Trono Pontifício, em 8 de dezembro de 1700. Secretário interino da SC de Propaganda Fide, de maio a novembro de 1706.
Criado cardeal sacerdote no consistório de 15 de abril de 1709; recebeu o chapéu vermelho em 18 de abril de 1709; e o título de S. Croce in Gerusalemme em 19 de junho de 1709. Commendatario da igreja de San Lazzaro, próximo a Piacenza, 1709. Transferido para a sede de Imola, com título pessoal de arcebispo, em 19 de fevereiro de 1710. Legado na Romagna , 27 de novembro de 1713 até abril de 1717. Legado a latere para representar o papa no casamento, por poder, do rei Felipe V da Espanha e da princesa Isabel Farnésio, em 20 de agosto de 1714, na catedral de Parma. Ele foi até a fronteira da Emília para receber, em nome do papa, o rei Jaime III da Grã-Bretanha, que ia da França para Roma. Ele celebrou um sínodo em sua diocese. Participou do conclave de 1721, que elegeu o Papa Inocêncio XIII. Participou do conclave de 1724, que elegeu o Papa Bento XIII. No ano jubilar de 1725, recebeu os peregrinos em Imola e serviu-os com as próprias mãos.
Morreu em Imola em 20 de março de 1728, de uma apoplexia. Exposto na catedral de Imola, e ali sepultado segundo o seu testamento (1) . Giambattista Rondoni escreveu a vida do cardeal em latim e a publicou em Bolonha em 1728.